# パタニティテスティングコーポレーション
PTCとして知られるパタニティテスティングコーポレーション (Paternity Testing Corporation) は、 アメリカ合衆国ミズーリ州コロンビアに本社を置く、親子DNA鑑定会社。米国において最も信頼性の高い、DNA鑑定によって親子関係を鑑定する会社のひとつであり、全米に2500以上のDNAを収集する拠点のネットワークもち、さらに世界各地にも展開している。パタニティテスティングコーポレーションは、1996年に設立されて以来ずっと、ミズーリ州コロンビアの主要となる研究室で独自の検査をすべて実行している。

## 歴史
パタニティテスティングコーポレーションは、1996年に、ミシェル・ベックウィズ (Michelle Beckwith) と、キム・ゴーマン、ジョー・ゴーマン (Kim and Joe Gorman) によって創立された。当初の研究施設はミズーリ州コロンビアに設けられていたが、後に同じくコロンビア市域内のべつの場所に新たな研究施設が開設され、移転した。
親子鑑定研究のために様々な州政府や連邦政府との契約にもとづく検査、研究業務を行なってきている。その中には、米国の多くの地域における児童福祉のための強制的DNA親子鑑定が含まれている。検査を世界的に提供しており、2009年には日本、シンガポール、タイを含む、アジアへも検査サービスの提供をはじめた。
個人や州政府関係機関などのみならず、世界各国の法執行機関や刑事法医学研究室と協力し続けている。
AABB、国際標準化機構 (ISO)、
ニューヨーク州保健局 (New York State Department of Health)、 FQSI、FBI QASプログラムなどから認証を受けている。

## 法医学の開発
PTCは、性犯罪者を識別する犯罪研究所を支援するために、精子の分離キットを開発した。 彼らはまた、市販されているこの処理キットを開発した。このキットで、被害者から適切に容疑者のDNAプロファイルを見つけ識別できる精度が上がり、かかる時間の減少に繋がった。 以前の差分抽出検査は時間がかかり、時には犯人を特定するための遺伝情報を提供できなかった。 このキットは、犯罪者を捕捉する犯罪研究所、FBIより強力なオプションを提供する。

## 人物の識別検査
パタニティテスティングコーポレーションが実行するY染色体、RFLPおよびポリメラーゼ連鎖反応人間の同一性のためのPCRタイプのDNA鑑定を行う。 PCRは現在、業界基準の検査である。業界基準は、15遺伝子座、および遺伝子検査用の性別マーカー。これは、ほとんどすべてのDNA鑑定研究所が提供する、基本的な親子識別検査であると考えられている。パタニティテスティングコーポレーションは、30種類の遺伝子座まで検査可能。 PTCでは、10,000の父性指数を必要とする。 家族血縁関係のDNA認定プログラムは、99の父性指数の最低限必要量を持っていることを要件とする。
パタニティテスティングコーポレーションはRFLP DNA検査を行い、RFLP検査はPCRで特定の答えに到達することが不可能である場合に使用されている。RFLP法は、最も高価でより遅く、多くの遺伝物質を必要とし、実行される。パタニティテスティングコーポレーションでは8つの異なるRFLP遺伝子座を持っている。：D2S44、D10S28、D17S79、D4S136、D7S467、D6S136、D5S110とD1S339：RFLP検査は、他のタイプの検査で決定的な結果を提供できない場合や、多くの場合、法執行機関、および他の研究室によってしばしば使用されている。
Y染色体試験は世代にわたって男性の系列を検査するために使用される。例えば、祖父には息子がいて、その息子の男児は突然変異が起こっていない場合、祖父と同じY染色体を所有する。Y-染色体検査は、法医学的ケースでは広く使われている。家族の再構成の時に父親あるいは兄弟のサンプルが利用可能でない場合、検査を行うことはできない。

## 刑事法廷関与
- ジミー　エッカーの殺人事件の裁判[27]

証拠を刑事訴追するかどうかを決定するために、現在もまだ証拠審理が進行中である。最終的に弁護士のMr.Eackermanは新しく裁判を試行するか、放棄するつもりである。このようなケースでの審理を援護するために、アラスカ州警察の要求によって膣から得られるＤＮＡサンプルが、パタニティテスティングコーポレーションに送られた。
- TheopolisヒューズジョンソンII殺人事件[28]

13歳の妊娠した少女の法定強姦と殺人事件。パタニティテスティングコーポレーションは、息子TheopolisヒューズジョンソンIIIが、死亡した少女の胎児の父であった可能性が99.992%あったことを示すレポートを発行。一方、ミズーリ州のハイウェイパトロールはまた、少女の膣から得たＤＮＡ綿棒から検出したＤＮＡが、父親と思われるTheopolisヒューズジョンソンIIのものであるとの結論に達した。少女は死亡の時にはすでに妊娠22週目であった。事件はまだ継続中。
- ジョニーブリスコーの殺人事件[29]

顔見知りによって計画された殺人の不正な判決。彼の潔白を証明するために、セントルイス警察の犯罪科学研究所で忘れられていたタバコの吸殻からDNAサンプルを検出した。
- Arbieディーンウィリアムズ殺人事件[30]

1982年の15歳のリンダ海峡の死への調査。当時はまだ、DNA鑑定が行われていなかった。1998年に、検察はパタニティテスティングコーポレーションへDNAが混入した枕カバーを送付した。枕カバーから部分的なDNAプロファイルを検出。すでに別の事件で監禁されていた容疑者へ検察側が主導した。
- アンソニーウッズレイプ事件[31]

不正な審判のケース。ウッズ氏は、これまでに引き起こしたとされる不正行為を全面否定し、刑務所で18年間過ごした。2005年にパタニティテスティングコーポレーションは、この事件から劣化したサンプルの部分的なプロファイルを得た。ウッズ氏の無罪潔白を証明し、また彼は18年間刑務所で過ごした分の補償金を受け取り、最後には判決の逆転に繋がった。

## 国立司法研究所の許可
- 精子の検出および定量[32]

この許可は、精子検出の自動化を改善するために与えられた。これは、婦女暴行容疑の被害者のために、精子を識別する目的で顕微鏡を使用し、現在の技術を置き換えることであった。
- 性的暴行事件に使用される選択的分解の自動処理[32]

レイプ疑惑の被害者から容疑者のDNAサンプルを残すための細胞の選択的分解のためにこの許可が与えられた。

## 州の契約
養育費の執行のために、過去にさまざまな州の契約を授与され、家族サービスを提供。 現在、ミズーリ州と ルイジアナ州で 家族サービスのための州の契約を維持している。